# Nata (Botswana)
Nata – wieś w Botswanie w dystrykcie Central. Według spisu ludności z 2011 roku wieś liczyła 6714 mieszkańców.